# Pristimantis memorans
Pristimantis memorans är en groddjursart som först beskrevs av Myers och Donnelly 1997.  Pristimantis memorans ingår i släktet Pristimantis och familjen Strabomantidae. IUCN kategoriserar arten globalt som otillräckligt studerad. Inga underarter finns listade i Catalogue of Life.